# シスコ (潜水艦)
シスコ (USS Cisco, SS-290) は、アメリカ海軍の潜水艦。バラオ級潜水艦の一隻。艦名はサケ科の魚であるCiscoに因む。

## 艦歴
シスコは1942年10月29日にメイン州キタリーのポーツマス海軍造船所で起工する。1942年12月24日にA・C・ベネット夫人の後援および彼女の代理のN・ロバートソン夫人によって進水し、艦長ジェームス・W・コー少佐（アナポリス1930年組）の指揮下1943年5月10日に就役する。コー少佐は潜水艦S-39 (USS S-39, SS-144) やスキップジャック (USS Skipjack, SS-184) の艦長を歴任したベテランだった。
シスコは太平洋艦隊に配属され、8月7日にパナマを出航してオーストラリアのブリスベンに向かい9月1日に到着した。その後、シスコは南シナ海方面での哨戒に従事するためダーウィンに回航され、同地でドック入りした。
9月18日、シスコは最初の哨戒で南シナ海に向かったが、まもなく水圧システムに故障が発生。その修理のために即日ダーウィンに引き返し、修理後翌19日に再出撃したが、以降帰還することはなかった。シスコはアラフラ海とスールー海を経由するコースを進んで南シナ海に向かい、到着後に哨戒に従事する命令を受けており、その通り道にはフィリピンの島々が点在していた。当時、これらの島々には現地人や米比軍の残党が島に立て篭もってゲリラを展開しており、そういったゲリラに対する糧食や武器弾薬などの支援物資の輸送に潜水艦が使われていた。シスコはこういった任務とは関係なかったものの、結果的に潜水艦による補給に対する警戒を強めた日本側に捕捉されることとなった。9月28日、シスコは日本の対潜攻撃を受け、この戦闘により失われた。シスコを撃沈したのは第九五四航空隊の九七式艦上攻撃機および砲艦・唐津であるとされる。

### シスコの最期

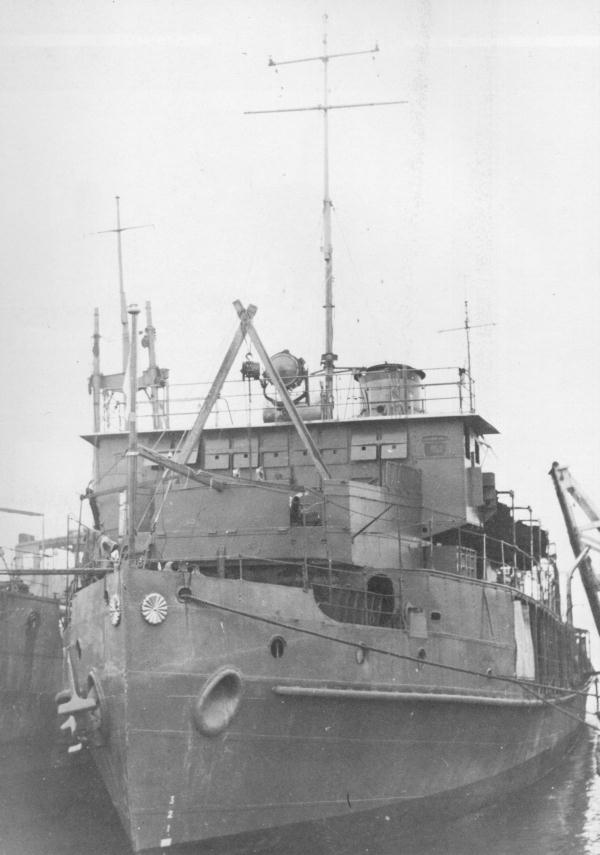
砲艦「唐津」

「第三南遣艦隊戦時日誌」など日本側の記録よれば、9月28日にパナイ島ナソ角沖で特務艦・早鞆の護衛としてパレンバンからマニラに向かっている途中の唐津が、海上に漏出した油を観測した。唐津は元はアメリカ海軍の砲艦ルソン (USS Luzon, PR-7) であり、元の所有者に対して攻撃したことになる。唐津は油が漏出している地点に爆雷攻撃を行った後通報。唐津から通報を受けた九五四空の九七式艦攻2機が飛来し、唐津の上空を援護した。9時45分、唐津は浅い深度にいたシスコと思しき潜水艦を探知するも、すぐに見失った。11時20分ごろに監視していた九五四空機のうち1機が燃料と爆弾の補給のため一時離脱し、残る1機によって監視が続けられた。正午過ぎになって監視中の1機が対潜爆弾で潜水艦を爆撃。13時前に再度爆撃すると重油が噴出した。唐津も爆雷攻撃を再開し、燃料と爆弾を補給した1機も攻撃に加わった。その結果、重油の噴出が激しくなった。おそらく、これがシスコの最期を示すものだったと考えられる。その後17時15分まで監視を続け、10月1日に特設捕獲網艇興嶺丸（三光汽船、540トン）と特設掃海艇第十八長運丸（西海汽船、195トン）が現場を再度攻撃した。シスコから流れ出た重油は、10月10日に到っても噴出が止まっていなかったという。殊勲の唐津は、1944年3月3日にスル海東部で米潜水艦ナーワル（USS Narwhal, SS-167）の雷撃を受け船体前部を切断大破。曳航されてマニラに帰投し、修理中であった1945年2月5日、日本軍撤収のため爆破処分された。
シスコの乗組員の一人、主任通信士のハウエル・B・ライスはただ一人生き残った。彼はダーウィンで病気になり海軍病院に入院していた。